# کارول منکن-شاوت
کارول منکن-شاوت (انگلیسی: Carol Menken-Schaudt؛ زادهٔ ۲۳ نوامبر ۱۹۵۷) بازیکن بسکتبال اهل ایالات متحده آمریکا بود.
وی در مسابقات کشوری و بین‌المللی در مجموع برندهٔ ۳ مدال طلا، ۱ مدال نقره شده‌است.